# El Ballador
El Ballador és una masia de Malla (Osona) inclosa a l'Inventari del Patrimoni Arquitectònic de Catalunya.

## Descripció
Estructura formada per tres cossos, el central cobert a dues vessants i els laterals a una sola, recolzant-se sobre el primer. Una filera d'arcades formen un porxo d'arcs deprimits còncaus.
Una sèrie de construccions de planta rectangular cobertes a una sola vessant i perpendiculars a l'estructura principal s'obren a un pati amb una porta d'accés formada per dues grans pilastres.

## Història
Aquesta masia ha sofert diverses reformes, com l'aixecament del cos central, el porxo tapiat i els canvis en el parament de les estructures adossades.